# 守部政喜
守部 政喜（もりべ まさき、1915年9月1日- 1988年7月2日 ）は、日本の経営者。名古屋テレビ放送社長を務めた。

## 来歴・人物
北海道出身。1939年に北海道帝国大学工学部電気工学科を卒業し、同年に逓信省に入省。1960年6月郵政省審議官に就任。1961年11月に名古屋テレビ放送取締役に就任し、1973年8月に専務、1981年6月に副社長を経て、1985年6月に社長に就任。
1988年7月2日、脳内出血のため出張先のアメリカカルフォルニア州で急逝。72歳没。